# Vattenfall Cyclassics 2009
La Vattenfall Cyclassics 2009 se disputó el domingo 16 de agosto de dicho año. Tuvo un trazado de 216,4 km con salida y meta en la ciudad alemana de Hamburgo. La carrera formó parte del UCI ProTour 2009. 
El ganador final fue Tyler Farrar tras imponerse al sprint a Matti Breschel y Gerald Ciolek,  respectivamente.

## Equipos participantes
Tomaron parte en la carrera 20 equipos: los 18 de categoría UCI Protour (al ser obligada su participación); más 2 de categoría Profesional Continental mediante invitación de la organización (Skil-Shimano y Vorarlberg-Corratec). Formando así un pelotón de 160 ciclistas, de con 8 corredores cada equipo. Los equipos participantes fueron:
| - Team Columbia-HTC - Quick Step - Team Katusha - Astana - Team Saxo Bank - Liquigas - Caisse d'Epargne | - Silence-Lotto - Rabobank - Garmin-Slipstream - Euskaltel-Euskadi - Lampre-NGC - Ag2r-La Mondiale - Française des Jeux | - Cofidis, le Crédit en Ligne - Bbox Bouygues Télécom - Team Milram - Fuji-Servetto - Skil-Shimano - Vorarlberg-Corratec |

## Clasificación final
| \| Posición \| Ciclista \| Equipo \| Tiempo \| \| -------- \| ------------------------- \| ----------------- \| ---------- \| \| 1. \| Tyler Farrar \| Garmin-Slipstream \| 5h 30' 38" \| \| 2. \| Matti Breschel \| Saxo Bank \| m.t. \| \| 3. \| Gerald Ciolek \| Milram \| m.t. \| \| 4. \| Allan Davis \| Quick Step \| m.t. \| \| 5. \| Koldo Fernández de Larrea \| Euskaltel-Euskadi \| m.t. \| \| 6. \| Davide Vigano \| Fuji-Servetto \| m.t. \| \| 7. \| Daniele Bennati \| Liquigas \| m.t. \| \| 8. \| Fabio Sabatini \| Liquigas \| m.t. \| \| 9. \| Marco Bandiera \| Lampre-N.G.C. \| m.t. \| \| 10. \| Jacopo Guarnieri \| Liquigas \| m.t. \| |                           |                   |            |
| Posición | Ciclista                  | Equipo            | Tiempo     |
| 1. | Tyler Farrar              | Garmin-Slipstream | 5h 30' 38" |
| 2. | Matti Breschel            | Saxo Bank         | m.t.       |
| 3. | Gerald Ciolek             | Milram            | m.t.       |
| 4. | Allan Davis               | Quick Step        | m.t.       |
| 5. | Koldo Fernández de Larrea | Euskaltel-Euskadi | m.t.       |
| 6. | Davide Vigano             | Fuji-Servetto     | m.t.       |
| 7. | Daniele Bennati           | Liquigas          | m.t.       |
| 8. | Fabio Sabatini            | Liquigas          | m.t.       |
| 9. | Marco Bandiera            | Lampre-N.G.C.     | m.t.       |
| 10. | Jacopo Guarnieri          | Liquigas          | m.t.       |

## Lista de participantes
| Team Columbia-HTC | Quick Step | Team Katusha |
| - 01. Mark Renshaw - 02. Edvald Boasson Hagen - 03. Marcus Burghardt - 04. Bernhard Eisel - 05. André Greipel - 06. Kim Kirchen - 07. Thomas Lövkvist - 08. Marcel Sieberg    | - 11. Allan Davis - 12. Tom Boonen - 13. Sylvain Chavanel - 14. Addy Engels - 15. Francesco Reda - 16. Mauro Facci - 17. Marco Velo - 18. Maarten Wynants                                     | - 21. László Bodrogi - 22. Serguéi Ivanov - 23. Alexei Markov - 24. Guennadi Mikhailov - 25. Danilo Napolitano - 26. Ben Swift - 27. Nikolay Trusov - 28. Stijn Vandenbergh           |
| Astana | Team Saxo Bank | Liquigas |
| - 31. Valeriy Dmitriyev - 32. Maxim Iglinskiy - 33. Roman Kireyev - 34. Berik Kupeshov - 35. Dmitriy Muravyev - 36. Grégory Rast - 37. Michael Schär - 38. Tomas Vaitkus      | - 41. Fabian Cancellara - 42. Domenik Klemme - 43. Frank Høj - 44. Jakob Fuglsang - 45. Marcus Ljungqvist - 46. Matthew Harley Goss - 47. Matti Breschel - 48. Stuart O'Grady                 | - 51. Daniele Bennati - 52. Maciej Bodnar - 53. Murilo Fischer - 54. Jacopo Guarnieri - 55. Daniel Oss - 56. Fabio Sabatini - 57. Brian Vandborg - 58. Frederik Willems               |
| Caisse d'Epargne | Silence-Lotto | Rabobank |
| - 61. Andrey Amador - 62. Mathieu Drujon - 63. Arnaud Coyot - 64. José Iván Gutiérrez - 65. Pablo Lastras - 66. Angel Madrazo - 67. Luis Pasamontes - 68. José Joaquín Rojas  | - 71. Mario Aerts - 72. Wilfried Cretskens - 73. Philippe Gilbert - 74. Mickaël Delage - 75. Sebastian Lang - 76. Jürgen Roelandts - 77. Gorik Gardeyn - 78. Greg Van Avermaet                | - 81. Bram de Groot - 82. Grischa Niermann - 83. Graeme Brown - 84. Mathew Hayman - 85. Sebastian Langeveld - 86. Nick Nuyens - 87. Bram Tankink - 88. Maarten Tjallingii             |
| Garmin-Slipstream | Euskaltel-Euskadi | Lampre-Farnese Vini |
| - 91. Steven Cozza - 92. Julian Dean - 93. Hans Dekkers - 94. Tyler Farrar - 95. Martijn Maaskant - 96. David Millar - 97. Christopher Sutton - 98. Christian Vande Velde     | - 101. Pablo Urtasun - 102. Aitor Galdós - 103. Aitor Hernández - 104. Koldo Fernández - 105. Javier Aramendia - 106. Sergio de Lis - 107. Markel Irizar - 108. Juan José Oroz                | - 111. Francesco Gavazzi - 112. Marco Bandiera - 113. David Loosli - 114. Simon Špilak - 115. Simone Ponzi - 116. Manuele Mori - 117. Vitaliy Buts - 118. Mauro Da Dalto              |
| Ag2r-La Mondiale | Française des Jeux | Cofidis, le Crédit en Ligne |
| - 121. Nicolas Roche - 122. Renaud Dion - 123. Alexander Efimkin - 124. Sébastien Hinault - 125. Yuriy Krivtsov - 126. René Mandri - 127. Lloyd Mondory - 128. Gatis Smukulis | - 131. Mikael Cherel - 132. Frédéric Guesdon - 133. Yauheni Hutarovich - 134. Timothy Gudsell - 135. Yoann Offredo - 136. Jérémy Roy - 137. Wesley Sulzberger - 138.                          | - 141. Guillaume Blot - 142. Romain Villa - 143. Jean-Eudes Demaret - 144. Hervé Duclos-Lassalle - 145. Maryan Hary - 146. Sébastien Portal - 147. Nico Sijmens - 148. Alexandre Usov |
| Bouygues Telecom | Team Milram | Fuji-Servetto |
| - 151. William Bonnet - 152. Steve Chainel - 153. Damien Gaudin - 154. Yohann Gène - 155. Saïd Haddou - 156. Vincent Jérôme - 157. Alexandre Pichot - 158. Sébastien Turgot   | - 161. Gerald Ciolek - 162. Markus Eichler - 163. Markus Fothen - 164. Johannes Fröhlinger - 165. Christian Knees - 166. Niki Terpstra - 167. Martin Velits - 168. Peter Wrolich              | - 171. José Alberto Benítez - 172. Ermanno Capelli - 173. Hilton Clarke - 174. Josep Jufré - 175. Davide Vigano - 176. Ángel Gómez - 177. Fabrice Piemontesi - 178. Cameron Wurf      |
| Skil-Shimano | Vorarlberg-Corratec | |
| - 181. Simon Geschke - 182. Robert Wagner - 183. Roy Curvers - 184. Theo Eltink - 185. Koen de Kort - 186. Tom Veelers - 187. Fumiyuki Beppu - 188. Bert de Backer            | - 191. René Haselbacher - 192. Sebastian Siedler - 193. Daniel Musiol - 194. Josef Benetseder - 195. Silvère Ackermann - 196. Harald Morscher - 197. Andreas Dietziker - 198. René Weissinger | |